# Норфолк (тауншип, Миннесота)
Но́рфолк (англ. Norfolk) — тауншип в округе Ренвилл, Миннесота, США. На 2000 год его население составило 207 человек.

## География
По данным Бюро переписи населения США площадь тауншипа составляет 92,5 км², из которых 92,5 км² занимает суша, водоёмов нет.

## Демография
По данным переписи населения 2000 года здесь находились 207 человек, 75 домохозяйств и 57 семей.  Плотность населения —  2,2 чел./км².  На территории тауншипа расположено 79 построек со средней плотностью 0,9 построек на один квадратный километр. Расовый состав населения: 99,03 % белых, 0,48 % афроамериканцев и 0,48 % азиатов. Испанцы или латиноамериканцы любой расы составляли 0,48 % от популяции тауншипа.
Из 75 домохозяйств в 38,7 % воспитывались дети до 18 лет, в 64,0 % проживали супружеские пары, в 6,7 % проживали незамужние женщины и в 24,0 % домохозяйств проживали несемейные люди. 21,3 % домохозяйств состояли из одного человека, при том 10,7 % из — одиноких пожилых людей старше 65 лет. Средний размер домохозяйства — 2,76, а семьи — 3,25 человека.
30,9 % населения — младше 18 лет, 6,8 % — в возрасте от 18 до 24 лет, 29,5 % — от 25 до 44, 20,3 % — от 45 до 64, и 12,6 % — старше 65 лет. Средний возраст — 38 лет. На каждые 100 женщин приходилось 125,0 мужчин.  На каждые 100 женщин старше 18 приходилось 110,3 мужчин.
Средний годовой доход домохозяйства составлял 36 806 долларов, а средний годовой доход семьи —  42 000 долларов. Средний доход мужчин —  25 385  долларов, в то время как у женщин — 21 500. Доход на душу населения составил 15 337 долларов. За чертой бедности находились 3,6 % семей и 8,8 % всего населения тауншипа, из которых 8,9 % младше 18 лет.